# Хематохезија
Хематохезија (лат. hematochesio) је пролазак светлоцрвене свеже крви или угрушка кроз завршно црево (ректум), са столицом или без ње. Столица код хематохезије може бити и нормално пребојена.

## Патогенеза
Крварење из доњих партија дигестивног тракта код хематохезије карактерише се по боји и типу крваве столице као;
- Светло црвено код крварења из завршног црева (ректума).
- Тамнобраон столица, коју чини крв и коагулум код крварења из дебелог црева (колона).

Ови описи и дефиниција постају проблематични када се схвати да крв која пролази кроз ректум може потицати из било ког дела желудачноцревног система. Тешка крварења из горњих партија дигестивног система са масивним и брзим проласком крви кроз црева могу се манифестовати и као хематохезија у око 2% болесника.

## Етиологија
Узроци ректалног крварења су различити, углавном у зависности од старости пацијента.
- Код деце и особа млађих од 30 година најчешћи узрок је Мекелов дивертикулум, следе инфламаторна болест црева и полипи црева.
- Код старијих од 30 година најчешћи су узроци дивертикулоза дебелог црева, малигнитет, ангиодисплазија и исхемијски колитис .
- Остали узроци су: хемороиди (који су најчешћи општи узрочници ректалног крварења), актинични ректитис, инфективни колитис и поремећаји коагулације крви.

## Дијагноза
Узрочна дијагноза ректалног крварења утврђује се комбинацијом анамнезе, физикалног прегледа и комплементарних тестова.
Анамнеза
Анамнезом лекар обично испитује претходни унос лека, као што су противупални лекови, а историјом болести открива неопластичне болести као што су рак дебелог црева, претходне епизоде крварења и посебно пратећа симптоме.
Физикални преглед
Физикалним прегледом прво треба проценити опште стање пацијента  да би се одредило интензитет ректалног крварења (на основу крвног притиска, откуцаја срца, боје коже и слузокоже и стања свести). 
Палпација трбуха може објективизирати масу или болне тачке. 
Аналним прегледом и дигиталним ректалним прегледом процениће се постојање крви или тумора у ректуму или спољних хемороида.
Комплементарни тестови
Допунским тестовима као што су  хемограм, тестове коагулације и ренална функција, заједно са виталним знацима, може се проценити озбиљности ректалног крварења. 
Ургентна колоноскопија се обично ради у случајевима умереног или тешког крварења, а одложено у осталим случајевима.

## Диференцијално дијагностичке разлике крварења из гастроинтестиналног тракта
| Хематемеза                      | Мелена | Хематохезија |
| ------------------------------- | --- | --- |
| Крварење из горњих делова ГИС-а | Крварење из горњих делова ГИС-а Могуће крварење из танког црева и цекоасцендентног дела колона (успорен транзит или је крварење мањег интензитета - разграђена крв - деградација цревних бактерија Псеудомелена (препарати гвожђа, бизмута, обојени сокови) | Крварење из горњих делова ГИС-а Могућа крварења из горњих делова ГИС-а (5-10% могућа брза пражњења црева - задржавање крви у цревима мање од od 8 h или губитак крви већи од 1.000 ml) |